# لجنة جو كوكس للوحدة (بريطانيا)
لجنة جو كوكس حول الوحدة Jo Cox Commission on Loneliness هي لجنة أنشأها عضو البرلمان البريطاني جو كوكس، من أجل التحقيق في طرق تقليل الشعور بالوحدة في المملكة المتحدة. نشرت تقريرها النهائي نهاية عام 2017. بينما كانت تعمل لأكثر من عام بقليل، أدت اللجنة إلى قيام حكومة المملكة المتحدة بالتزام دائم بتخفيف الشعور بالوحدة.

## تاريخها
تم إنشاء اللجنة من قبل جو كوكس قبل وقت قصير من وفاتها في صيف عام 2016. كان المقصود دائمًا أن يكون مسعى متعدد الأحزاب، حيث كانت عضوة حزب المحافظين سيما كينيدي عضوًا بارزًا منذ البداية. في يناير 2017، أعاد كينيدي والنائبة العمالية راشيل ريفز إطلاق اللجنة. ذهب الاثنان للعمل كرئيسين مشاركين للجنة. من خلال العمل مع 13 جمعية خيرية، بما في ذلك Age UK و Action for Children، أصدرت اللجنة تقريرًا يحدد طرق مكافحة الشعور بالوحدة في المملكة المتحدة. مع خطط جو لتشغيل اللجنة لمدة عام واحد فقط، انتهى العمل باللجنة في أوائل عام 2018، بعد وقت قصير من إصدار تقريرها النهائي.

## التقرير الأخير
صدر التقرير النهائي في ديسمبر 2017 وتضمن توصيات في ثلاثة مجالات:
- القيادة الوطنية، بما في ذلك تعيين وزير متخصص.
- القياس، بما في ذلك تطوير مؤشر وطني وإعداد التقارير السنوية.
- التمويل لمبادرات غير محددة.

أوضح التقرير أن الحكومة وحدها لن تكون قادرة على حل مشكلة الوحدة، حيث دعت اللجنة أيضًا قادة القطاع العام الآخرين وقادة الأعمال والمجموعات المجتمعية والمتطوعين والمواطنين العاديين إلى اتخاذ إجراءات.

## ما بعد تأسيس اللجنة
استمرت صديقة جو، راشيل ريفز، في قيادة مجموعة حزبية تعمل على موضوع الشعور بالوحدة حتى بعد انتهاء اللجنة. اعتبارًا من عام 2020، لا تزال لجنة جو كوكس تعمل على حل مشكلة الشعور بالوحدة بالشراكة مع الحكومة والجمعيات الخيرية الأخرى.

## وزارة مستقلة
في يناير 2018 قبلت رئيسة الوزراء تيريزا ماي توصيات التقرير النهائي، وأفردت وزيرة قيادية تختص بموضوع الوحدة، بهدف أن يضمن الدور الجديد أن يظل الحد من الشعور بالوحدة أولوية برلمانية دائمة. غالبًا ما يشار إلى هذا المنصب من قبل وسائل الإعلام على أنه "وزير الوحدة"، على الرغم من أنه ليس مكتبًا وزاريًا منفصلاً. في البداية كان الدور هو توسيع صلاحيات وزير الرياضة والمجتمع المدني [الإنجليزية]. شغل المنصب لأول مرة تريسي كراوتش،  ثم من نوفمبر 2018 إلى يوليو 2019 من قبل ميمز ديفيز، واعتبارًا من عام 2020 احتلته البارونة باران. في أكتوبر 2018، كنتيجة للتقرير النهائي، أصبحت حكومة المملكة المتحدة هي الأولى في العالم التي تنشر استراتيجية الحد من الشعور بالوحدة. وتضمنت الاستراتيجية التزامات لنشاط الحد من الشعور بالوحدة من قبل تسع دوائر حكومية مختلفة. على سبيل المثال لتشجيع "الوصفات الاجتماعية" من قبل أطباء الخط الأمامي، حتى يتمكنوا من إحالة المرضى الذين يعانون من الوحدة إلى نشاط جماعي محلي وخطط صداقة. اعتبارًا من مايو 2020، وزعت حكومة المملكة المتحدة أكثر من 20 مليون جنيه إسترليني لمبادرات مختلفة لتقليل الشعور بالوحدة. تتضمن هذه المبادرة تمويلًا للجمعيات الخيرية المكرسة لمكافحة الشعور بالوحدة، ولمشاريع الحد من الشعور بالوحدة التي تديرها كل من شركات التكنولوجيا والمجموعات المجتمعية.

## انظر ايضا
- وحدة (علم نفس)